# Charaxes eurialus
Charaxes eurialus là một loài bướm thuộc họ Nymphalidae. Nó được tìm thấy ở đảo Ambon, Serang và Saparua.
Sải cánh dài ca. 50 mm.

## Hình ảnh

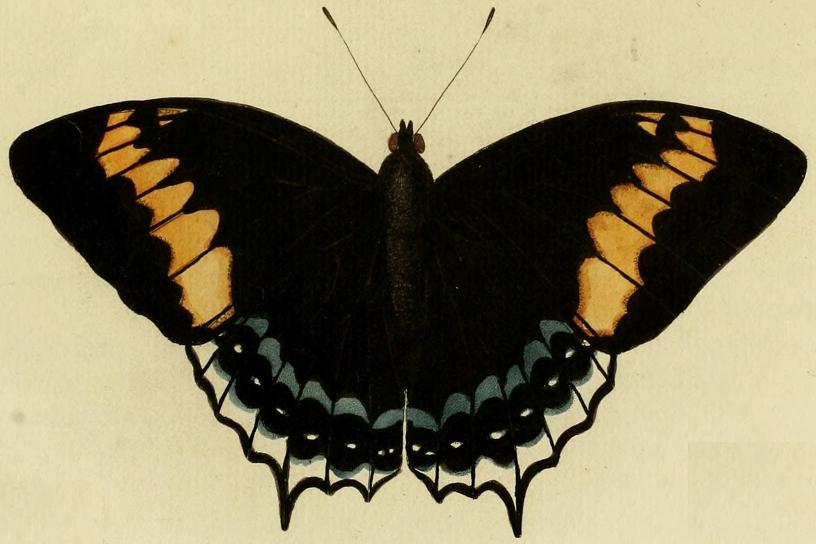
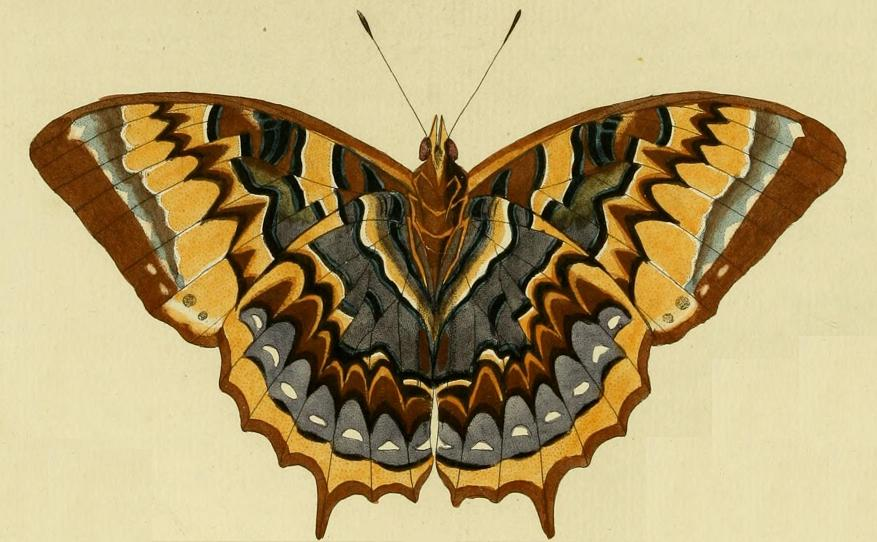
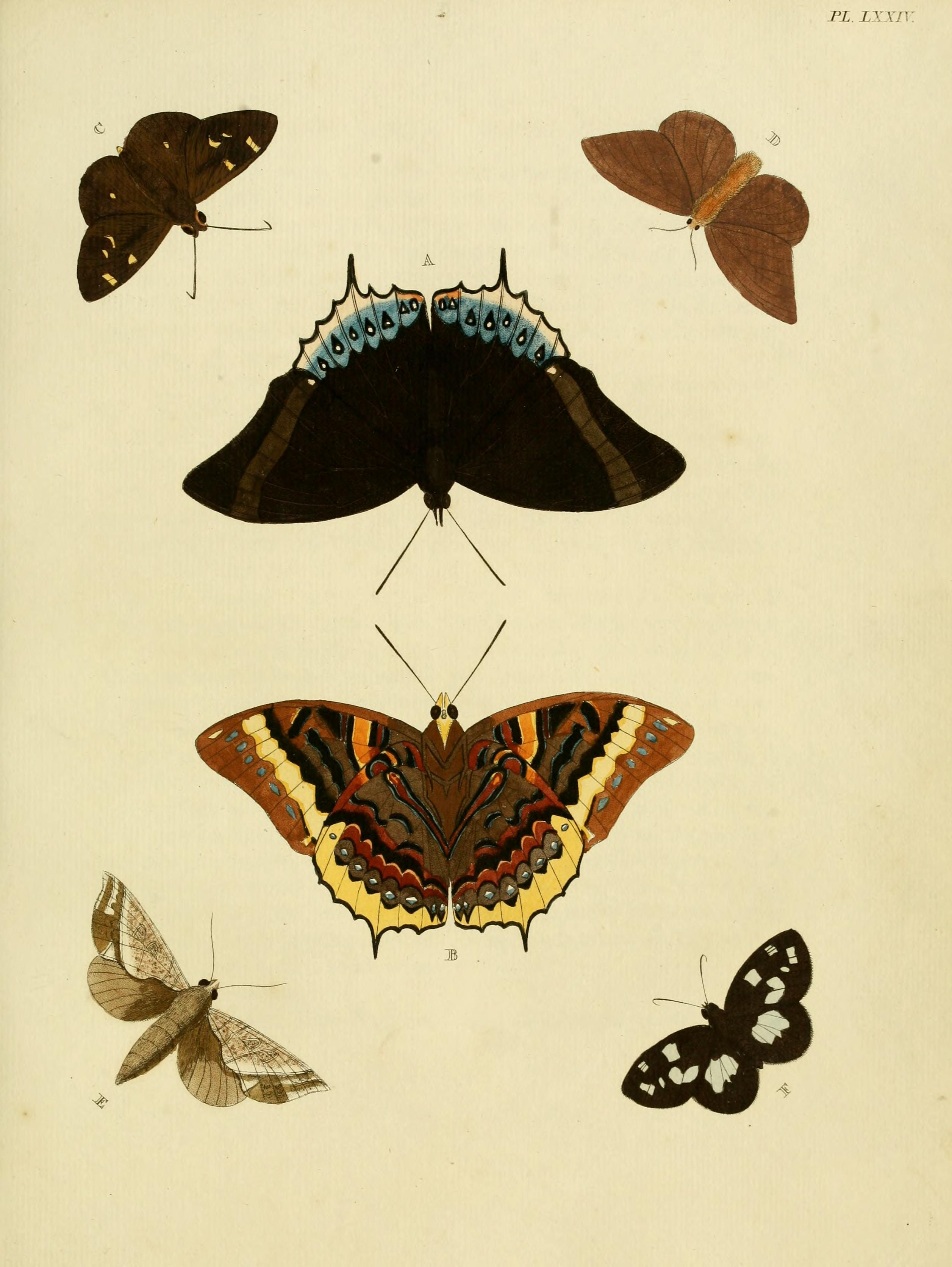
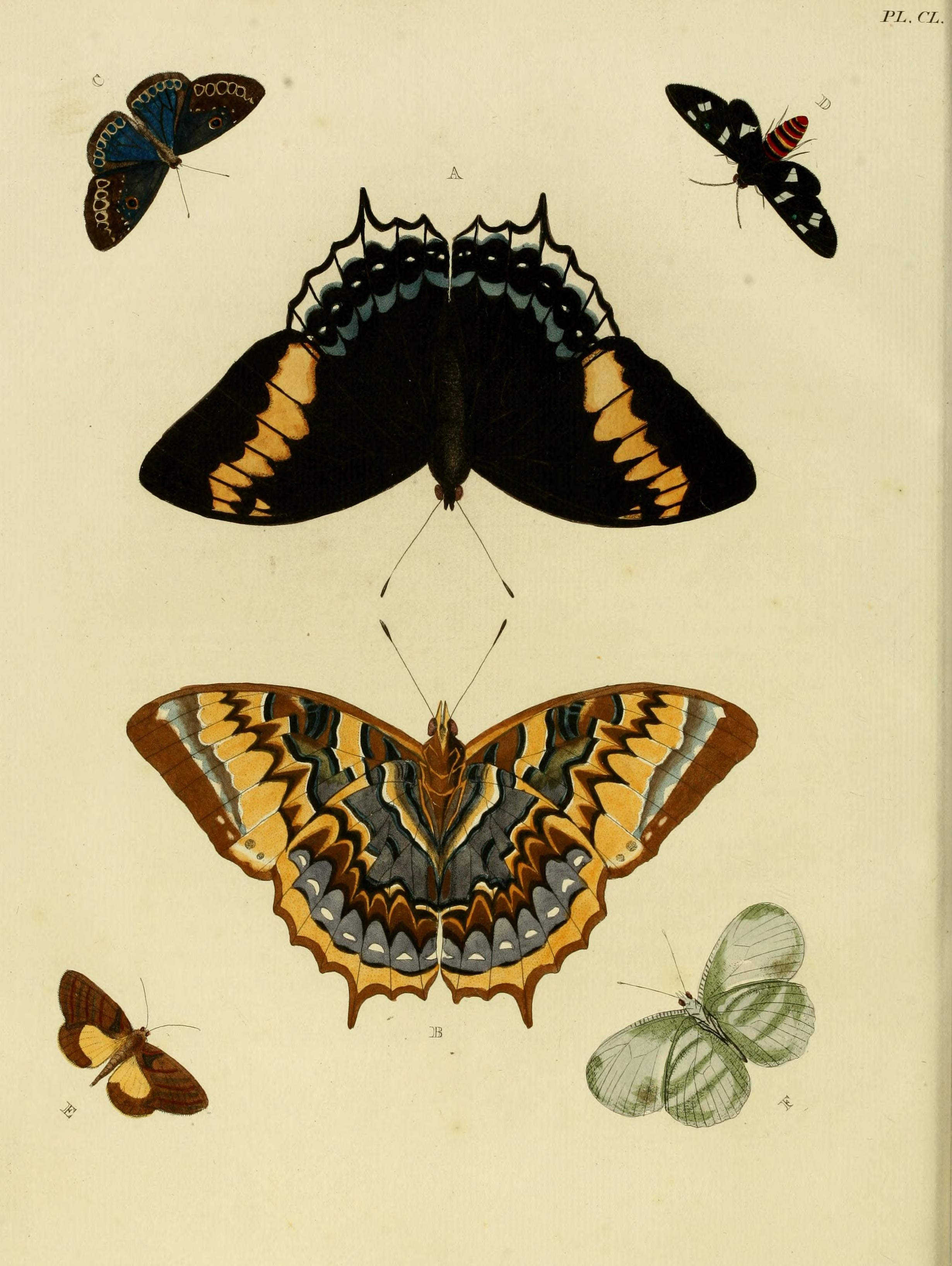